# Aya Sabi
Aya Sabi (Roermond, 1995) is een Belgisch auteur en columniste met Nederlandse en Marokkaanse roots.

## Biografie
Aya Sabi groeide op in Roermond. Op haar dertiende verhuisde ze met de familie naar Genk. Toen wist ze al dat ze schrijfster wilde worden. Sabi studeerde Biomedische Wetenschappen in Maastricht. Sinds 2021 volgt ze studies Arabistiek en Islamkunde aan de KU Leuven.
Sabi blogde tweewekelijks op deredactie.be van mei 2015 tot januari 2017. Ze is columniste onder anderen bij MO* sinds 2017 en krant De Morgen sinds 2020. Eerder was ze werkzaam bij NTGent magazine van 2016 tot 2017. In haar werk gaat het vaak over onrecht, ongelijkheid, vrouwenemancipatie en nog meer zaken waarvan ze vindt dat die aan verandering toe zijn.
In 2017 debuteerde ze als auteur bij uitgeverij Atlas Contact met de verhalenbundel Verkruimeld land, die werd genomineerd voor de Opzij Literatuurprijs en de LangZullenWeLezen-trofee. In 2018 nam ze deel aan de schrijfresidentie van DeBuren in Parijs en schreef daar de tekst "Bij elkaar geraapte chaos", die ze mocht voorstellen op de Nacht van de Geschiedenis.
In 2020 werd ze geselecteerd als deelnemer aan het internationaal talentontwikkelingstraject CELA (Connecting European Literary Artists) en door de krant NRC benoemd tot een van de literaire talenten van het jaar.
In augustus 2022 verscheen haar debuutroman Half Leven bij uitgeverij Das Mag.